# Andreas Mikkelsen (formgivare)
För den norske rallyföraren, se Andreas Mikkelsen (rallyförare)
Andreas Mikkelsen, född 25 augusti 1928, död 15 juli 2008, var en dansk formgivare och företagsdirektör.
Andreas Mikkelsen växte upp i Handbjerg i Holstebro kommun på Västjylland. Han flyttade som ung till Köpenhamn för att gå på Niels Brocks Handelsskole innan han studerade på Københavns Handelsskole 1952–1955. Han blev säljare på Georg Jensens Sølvsmedie, där han 1963 blev försäljningschef. Han ägnade sig åt silversmide och startade 1970 den egna ateljén A/M Design fram till 1978.
Han arbetade därefter från 1983 åter på Georg Jensen Sølvsmedie. Efter det att Georg Jensen 1983 gått samman med Holmegaard Glasværk, blev han företagets konstnärlige ledare. År 1990 flyttade han till London i Storbritannien, där han formgav klockor och smycken. 
Andreas Mikkelsen formgav vardagsföremål som nyckelringar, bildramar, väggklockor och armbandsur såväl som smycken både för kvinnor och män. Han är också känd för att ha formgett julprydnader och ljusstakar för Georg Jensen.